# 君士坦丁省
君士坦丁省（阿拉伯语：‎）是阿尔及利亚东北部的一个省份，省会君士坦丁是该国的第三大城市。
君士坦丁省分为6个区和12个市镇。